# 奥地利联邦铁路
奥地利联邦铁路（德語：Österreichische Bundesbahnen，简称），是一家覆盖奥地利全境，並兼管列支敦士登铁路、德國的臥鋪列車的国家铁路公司。
奥地利联邦铁路原名为联邦铁路奥地利（Bundesbahn Österreich），是皇家奥地利国家铁路的继承者。在1938年-1945年的德奧合併期间，其铁路系统曾被纳入德意志国铁路。
目前奥地利联邦铁路的重大建設包括扩建维也纳中央车站（已完工），兴建科拉尔姆铁路、赛梅林铁路隧道以及连接意大利的布雷纳铁路隧道。

## 历史

奥铁至2004年止使用的标识

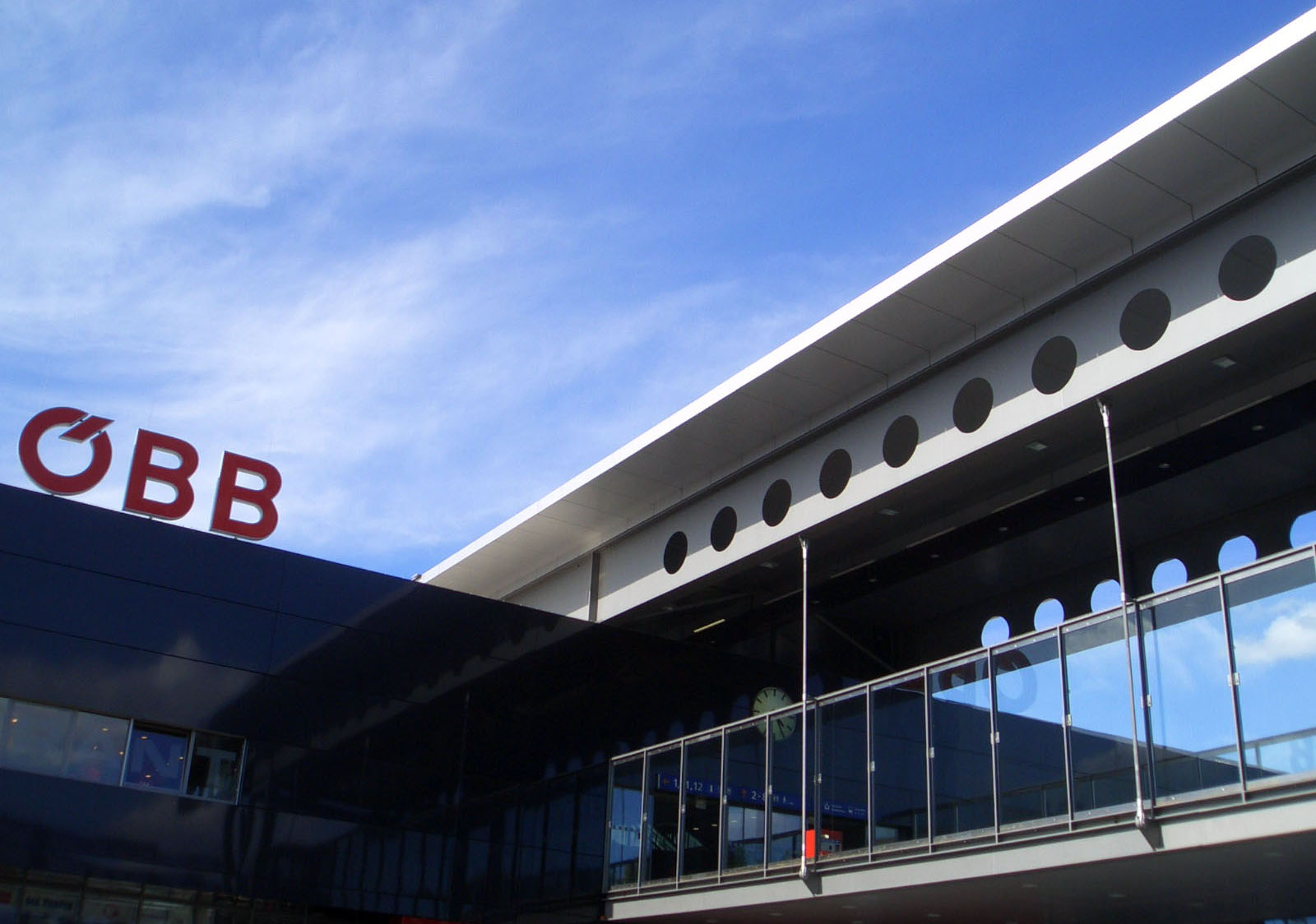
安置于韦尔斯车站的奥铁现行标识

作为奥匈帝国的一部分，內萊塔尼亞于1882年开始将境内铁路网络逐步国有化，并成立了奥地利皇家帝国国营铁路。1918年11月初奥匈帝国解体后，奥地利皇家帝国国营铁路得以保留。但相关领土的铁路网络及机车车辆则分别落入了新成立的捷克斯洛伐克、德意志奥地利、塞尔维亚人、克罗地亚人和斯洛文尼亚人王国、波兰第二共和国以及意大利的的里雅斯特、索查河、伊斯特拉半島、南蒂罗尔等地区和罗马尼亚及其吞并的布科維納地区所有。
奥地利的国营铁路随后被重新命名为德意志奥地利国家铁路（Deutschösterreichische Staatsbahnen），1919年11月21日又改为奥地利国家铁路（Österreichische Staatsbahnen，简称），而自1920年11月10日奥地利联邦宪法生效之日起则改称奥地利联邦铁路。它最初为国家交通运输部的组成部分，自1920年11月10日起直属新成立的国家行政机关联邦交通运输部。1923年7月19日，奧地利國民議會批准了通过修改联邦铁路法律、将奥地利联邦铁路构建成一个独立经济实体的提案。这是一个采取公法的法人形式，而不是一个股份公司或有限责任公司。联邦政府随即发布了当天通过的监管法规，并废除了在1896年制定的国家铁路管理法规。1912年，奧地利開始鐵路電氣化。
奥铁在战间期没有使用ÖBB的缩写，因为它已被瑞士的恩辛根-巴尔斯塔尔铁路所占用。奥铁在机车车辆上将公司名称喷涂为联邦铁路奥地利，缩写使用BBÖ。在高通胀率至第一次世界大战前的大萧条期间，奥铁为奥地利旅游业取得的成功作出了巨大贡献。旅游景点通过铁路连接在一战前有着显著的竞争优势。奥铁还参加了奥地利在国外进行的旅游推广，并根据旅游业的需求制定列车时刻表。
奥铁在1933年3月4日引发了奥地利政体走向专政。在奥地利国民议会讨论如何应对铁路罢工事件时，导致出现了议事规则危机，时任奥地利总理的恩格爾伯特·陶爾斐斯藉此发表“自我解散议会（Selbstausschaltung des Parlaments）”的讲话，以防止国民议会重新召开，并以緊急法令管治國家，逐渐走向极权。这一状态一直持续到1945年。1938年10月18日，奥铁在德奧合併后正式被德意志国铁路收购。在第二次世界大战期间，铁路成为统治者实施侵略政策以及对犹太人和其他少数族裔实施恐怖活动的工具。
1945年4月，奥地利宣布解放。在与盟军的战斗期间，大约41%的奥地利铁路网络被摧毁，重建工作在战争结束后立即开始。1945年7月20日，奥地利国家铁路管理局（Generaldirektion der österreichischen Staatseisenbahnen）开始运营。1947年夏天，ÖBB（瑞士私营铁路公司此时在其从事运输业务的列车中使用SP作为常用缩写，因此ÖBB可被奥地利联邦铁路使用）作为一家由国家管理的企业重新成立。其基础设施将推进继续重建及实现电气化。铁路中的许多员工像其上级部门交通运输部一样以社会民主党人居多，它在1966年以前由保守党领导的执政联盟中共同管理。1966年保守党实现单方执政后，于1969年实施了新的联邦铁路法，奥地利联邦铁路被宣布为非独立的经济实体，它将作为联邦政府的一个分支进行运营，并仍完全纳入联邦预算。
从20世纪60年代起，铁路运输的经营开始录得巨额亏损。随着奥地利人口的日益增加，汽车越来越多的成为私人生活中首选的交通工具。汽车驾驶者拥有奥地利汽车、摩托车及自行车协会（ÖAMTC）和奥地利汽车、摩托车和旅游俱乐部(ARBÖ)两个特殊的利益团体，可在政策的制定中根据自身意愿发挥强大的影响力。在当时的政策环境中，密集型公共交通没有合适的发声机构，影响力显著较低。铁路的财政补贴是人为造成的，而非运营不当，这通常被批评为“非必要的赤字”。1992年，奥地利联邦铁路从联邦预算中脱离，并拥有自己的法人资格（一种由股份公司及有限责任公司组成的混合形式）。奥地利共和国拥有该公司100%的权益。该转型有两个主要目标，首先是为满足奥地利即将加入欧洲联盟而需符合欧盟相关法规的条件，其次是需要缩减公营部门的财政开资，同时提高效率及竞争力。
2004年，奥地利联邦铁路重新调整了组织形式，组成了一家由奥铁控股股份公司（ÖBB Holding AG）管理附属运营公司的康采恩。这是奥地利国营铁路史上首次完全根据公司法运营的私人公司。控股公司除了持有附属公司的权益外，还负责对总公司及集团范围内的战略方向进行统一协调。自2005年1月1日起，奥铁控股股份公司在集团内的附属公司实现自主和独立运作。2012年，联邦政府的一项措施已获得批准，收紧了控股公司与附属公司之间的独立性。

## 组织架构
奥地利联邦铁路是根据《联邦铁路法》组织，该法规最近一次进行重大修订是在2009年。自2005年1月1日以来，奥地利联邦铁路被分为4家独立的子公司，由奥地利联邦铁路控股公司领导（ÖBB Holding AG），其股权100%归奥地利共和国所有。

奥铁组织架构（2005-2009年）

奥铁组织架构（2010年后）

2002年1月1日，一个新的组织架构在激烈的批评声中形成。这个新架构的核心是建立独立的成分公司。改革的目的是为实现铁路基础设施及铁路运营之间的分离。奥铁控股公司作为联邦政府的股权主要为该集团制定一个统一的战略方向。其被分为三个主要的运营附属公司：
- 奥铁客运（ÖBB-Personenverkehr AG），负责长途及短途客运业务。
  - 奥铁邮政巴士（ÖBB-Postbus GmbH），全资子公司，主营州际巴士业务。
- 铁路货运奥地利（Rail Cargo Austria AG），负责货物运输及物流。
  - 铁路货运匈牙利（Rail Cargo Hungaria，原匈牙利国铁货运），全资子公司，主营匈牙利的铁路货运业务。
  - 快速货物国际运输（Express-Interfracht Internationale Spedition GmbH）
  - 工业车厢（Industriewaggon GmbH），全资子公司，拥有全部货运车厢。
- 奥铁基建（ÖBB Infrastruktur AG），负责行车路线的编配、铁路路网的维护保养，以及基础设施的规划、设计和施工。
  - 奥铁物业管理（ÖBB Immobilienmanagement GmbH），全资子公司，物业的管理部门。
  - 奥铁电信服务（ÖBB Telekom Service GmbH），全资子公司，提供数据、主机及电信服务。
  - 缟獴安全清洁（Mungos Security + Cleaning GmbH），提供清洁及安保服务的全资子公司。
  - 铁路设备有限公司（Rail Equipment GmbH），主营铁路车辆租赁业务的全资子公司。

其它的控股子公司还包括奥铁服务有限公司（ÖBB Dienstleistungs GmbH，负责信息、人力资源）及奥铁广告有限公司（ÖBB Werbecenter GmbH）。在后一阶段的改革中，服务有限公司被转移到了奥铁共享服务中心有限公司（Shared Services Center GmbH）。
由成分公司奥铁客运及铁路货运奥地利共同参与经营的全资子公司包括：
- 奥铁产品（ÖBB Produktion GmbH），负责动力、能源供应。
- 奥铁工程服务（ÖBB Technische Services GmbH）

其中奥铁客运拥有产品公司51%的大多数股权，铁路货运奥地利则拥有工程服务公司相同程度的大多数股权。

## 业务

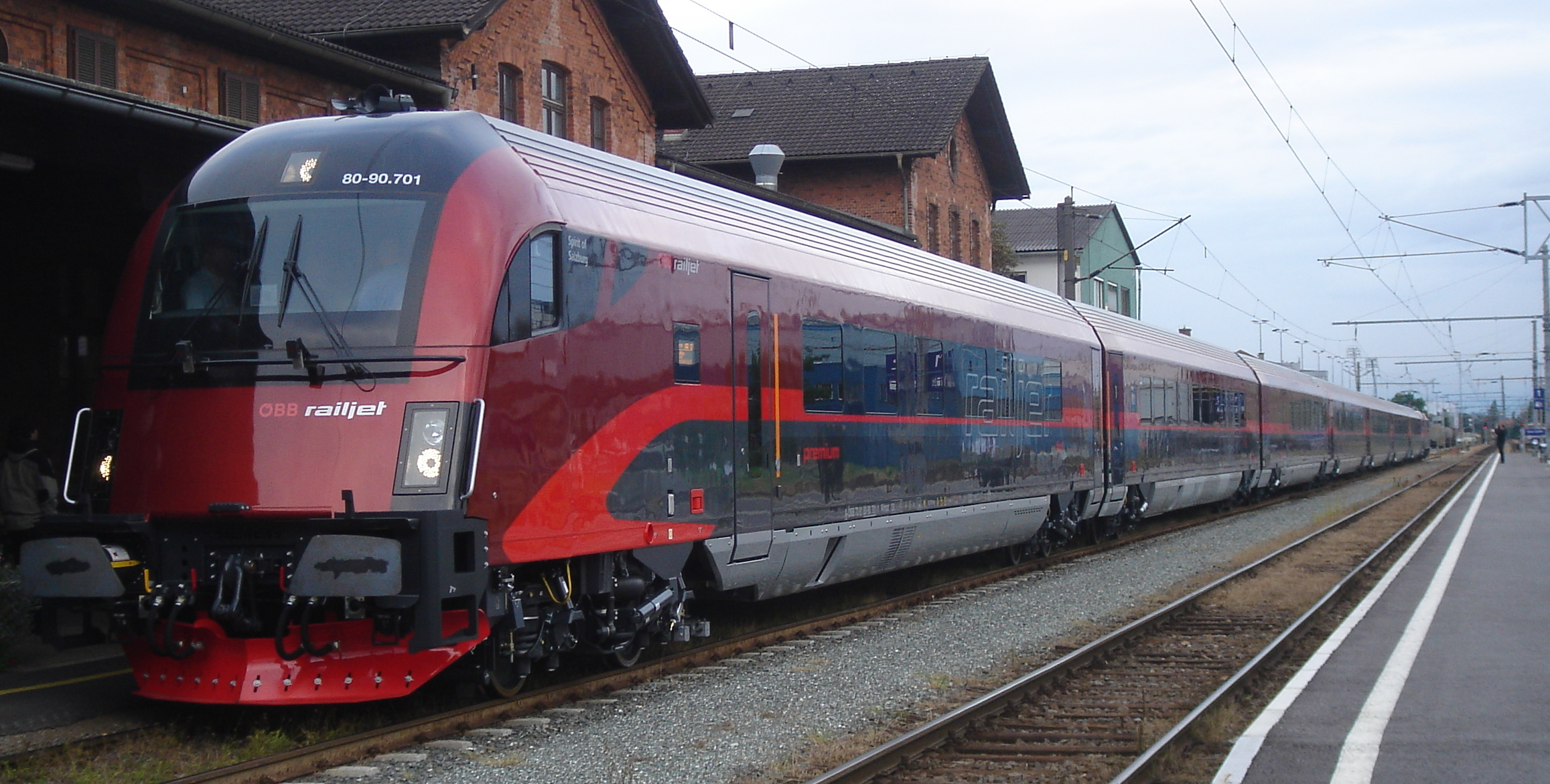
停靠于格拉茨的一列Railjet列车

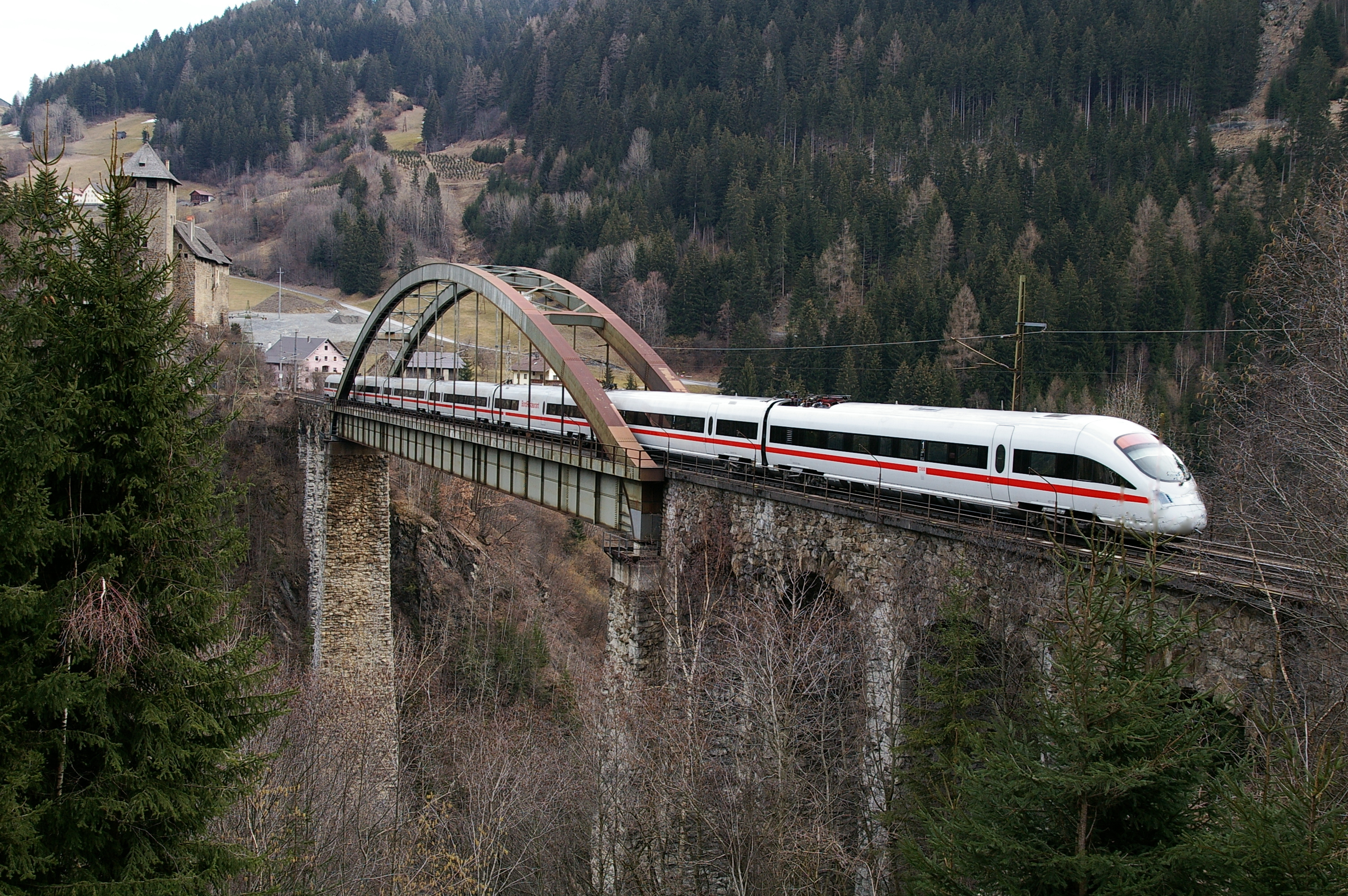
自2007年起投入服务的ICE列车

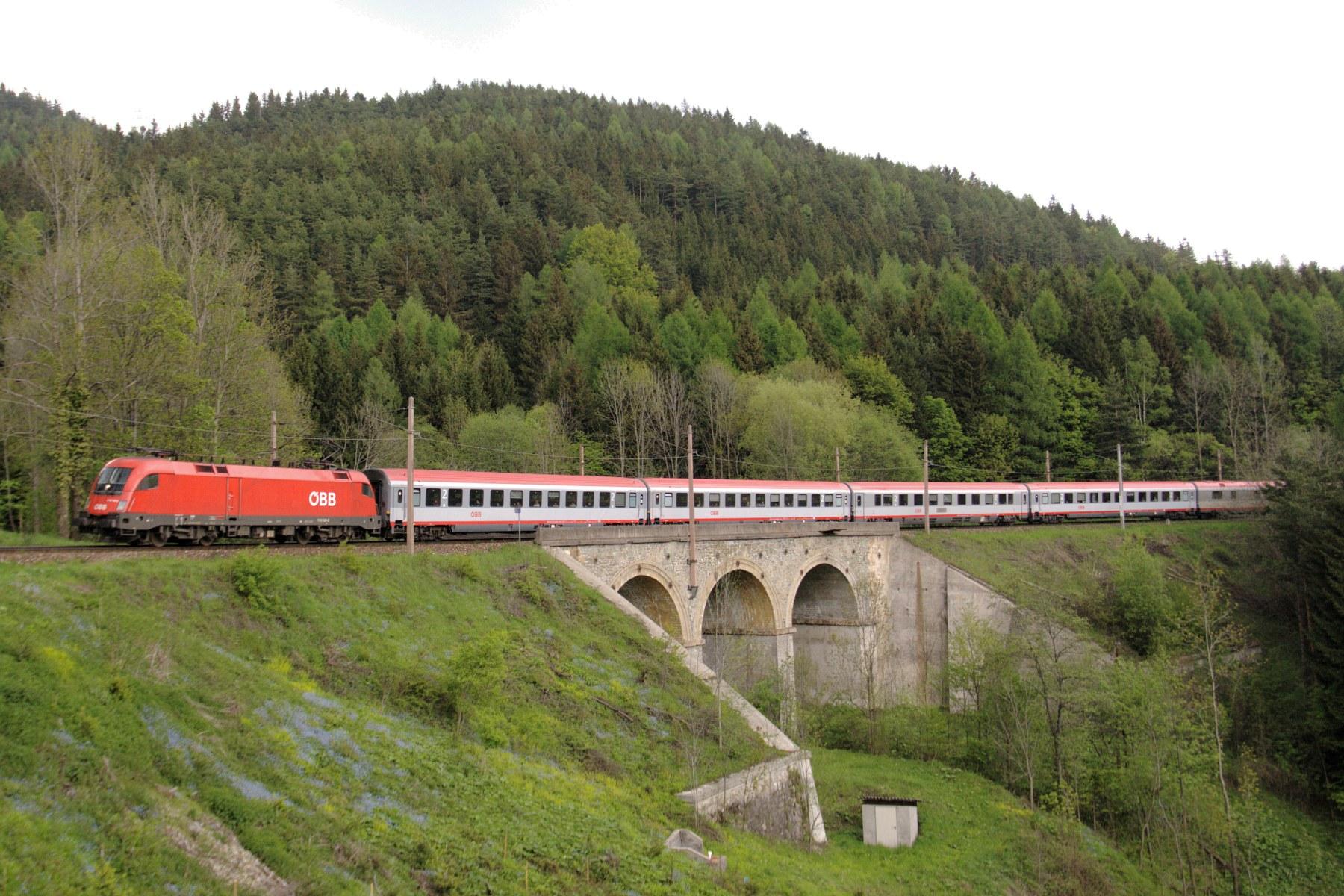
行驶于赛梅林铁路的奥铁欧城列车

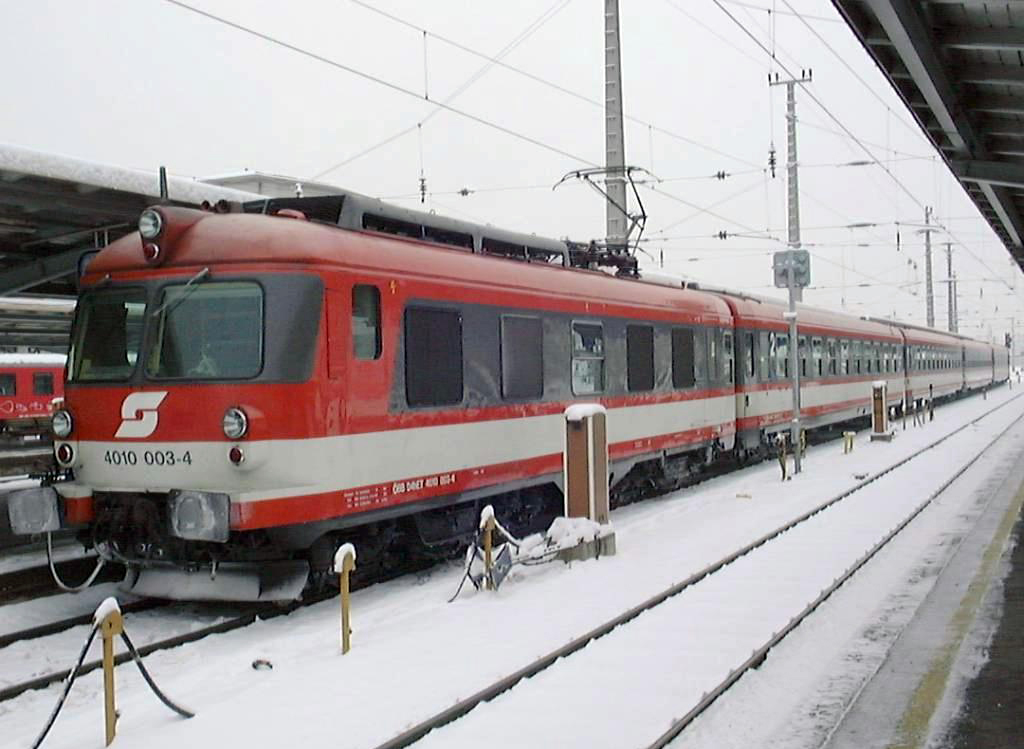
停靠於格拉茨的一列城际列车（现已退役）

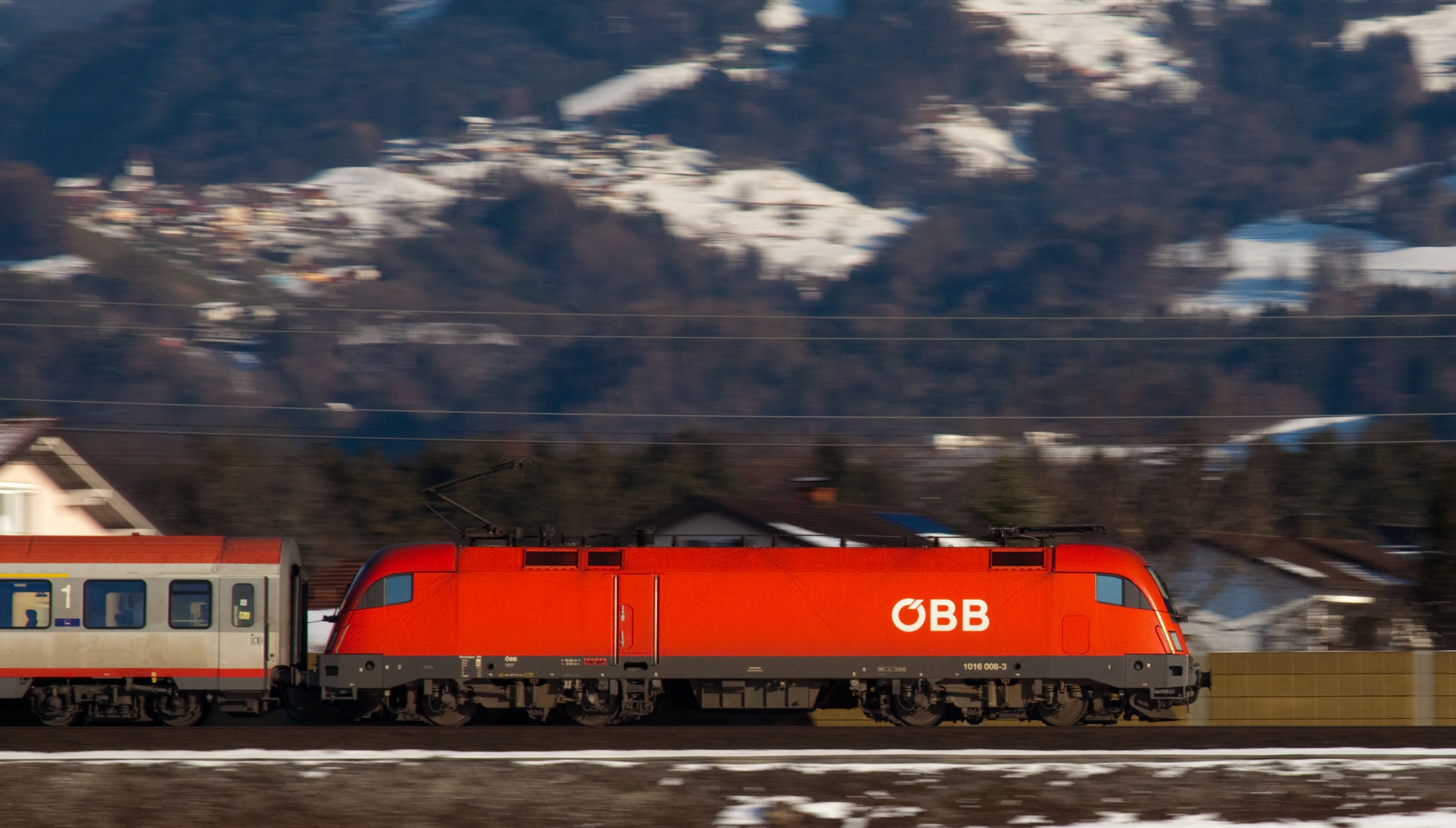
奥铁1016型“金牛座”机车

### 长途客运
奥地利联邦铁路在奥地利境内的铁路干线提供以下的长途线路服务：
- 维也纳－圣帕尔滕－林茨－萨尔茨堡－因斯布鲁克－費爾德基希－布雷根茨
- 萨尔茨堡－菲拉赫－克拉根福
- 维也纳－穆爾河畔布魯克－格拉茨/－克拉根福－菲拉赫（－利恩茨）
- 因斯布鲁克/萨尔茨堡/林茨－塞尔茨塔尔－萊奧本－格拉茨

此外还提供以下的国际线路服务：
- 维也纳－林茨－帕绍－纽伦堡－法兰克福－多特蒙德
- 维也纳－布熱茨拉夫－布拉格－德累斯顿－柏林－汉堡
- 维也纳－布熱茨拉夫－俄斯特拉发－卡托维茨－华沙
- 维也纳/菲拉赫－萨尔茨堡－慕尼黑
- 因斯布鲁克－費爾德基希－布克斯－萨尔甘斯－苏黎世
- 维也纳－海吉什豪洛姆－布达佩斯（及继续延伸）
- 菲拉赫－威尼斯－罗马/米兰
- 格拉茨－马里博尔－卢布尔雅那/萨格勒布
- 因斯布鲁克－布伦内罗－维罗纳（及继续延伸）
- 慕尼黑－萨尔茨堡－菲拉赫－克拉根福－耶塞尼采（及继续延伸）
- 布拉格－林茨－萨尔茨堡
- 維也納－布拉提斯拉瓦（區間快車）[13]

奥地利联邦铁路在长途运输服务中共提供6种列车或巴士类别：
- 銳捷列車（Railjet）：此高速列车为奥铁自2008年底起新增加的高端产品。它根据座席等级分为头等舱、商务舱和经济舱，主要服务于布达佩斯－维也纳－慕尼黑和维也纳－萨尔茨堡－因斯布鲁克－布雷根茨/维也纳的线路中。自2011年10月18日起也投入维也纳－格拉茨和维也纳－菲拉赫的线路当中。
- ：使用ICE-T列车运营的高速列车。自2007年12月8日生效的时刻表中提供2对维也纳－法兰克福之间和3对维也纳－多特蒙德之间的服务。此外，还有1对列车服务于因斯布鲁克－库夫施泰因－慕尼黑－纽伦堡－柏林－汉堡/－施特拉爾松德（周日）。
- 城际列车（InterCity，IC）：这类列车主要由未经奥铁改装的标准城际列车车厢组成。
- （EC）：这类列车主要由未经奥铁改装或由其它欧洲铁路运营商提供的标准欧城列车车厢组成，它与奥铁欧城列车（EuroCity，简称）的主要差别在于后者的一等车厢已由奥铁进行特别改造。
- 欧洲夜车（EuroNight，EN）：这类列车主要由奥铁或由其它欧洲铁路运营商提供现代化的卧铺车厢运营奥地利境内或欧洲国家之间的夜间列车服务。其中ÖBB直營的EN也使用Nightjet這個品牌。[14]
- 普通快车（D-Zug）：该列车类别在奥地利的列车运营中仅占很小的一部分比例，主要用于连接东欧的列车服务或作为特殊的列车服务。
- 城际巴士（Intercitybus）：这类巴士自2007年10月1日起提供每日7班运营于由格拉茨中央车站经沃爾夫斯貝格火车站至克拉根福中央车站以及每日5班运营于由克拉根福中央车站至威尼斯的路线。除二等座外这些巴士还设有一等座。

奥地利联邦铁路运行于西部铁路的部分长途列车会由德铁（如101型）或匈牙利国铁（1047型）的机车牵引。比较特别的是从慕尼黑至苏黎世线路途经奥地利路段（林道－布雷根茨－圣马格雷滕）的列车服务中则完全由瑞士联邦铁路的机车车辆（机车+车厢）运行。反之奥铁的机车也会定期牵引国际列车前往德国和匈牙利。此外，奥铁机车也有意直通意大利、捷克和斯洛伐克，但由于未获批准，目前仍未能实现。新款1216型机车的交付使得牵引列车前往意大利、斯洛文尼亚或在理论上直通阿姆斯特丹的长途运行是可行的。而1116型机车在理论上也可通达巴黎或哥本哈根。

### 短途客运

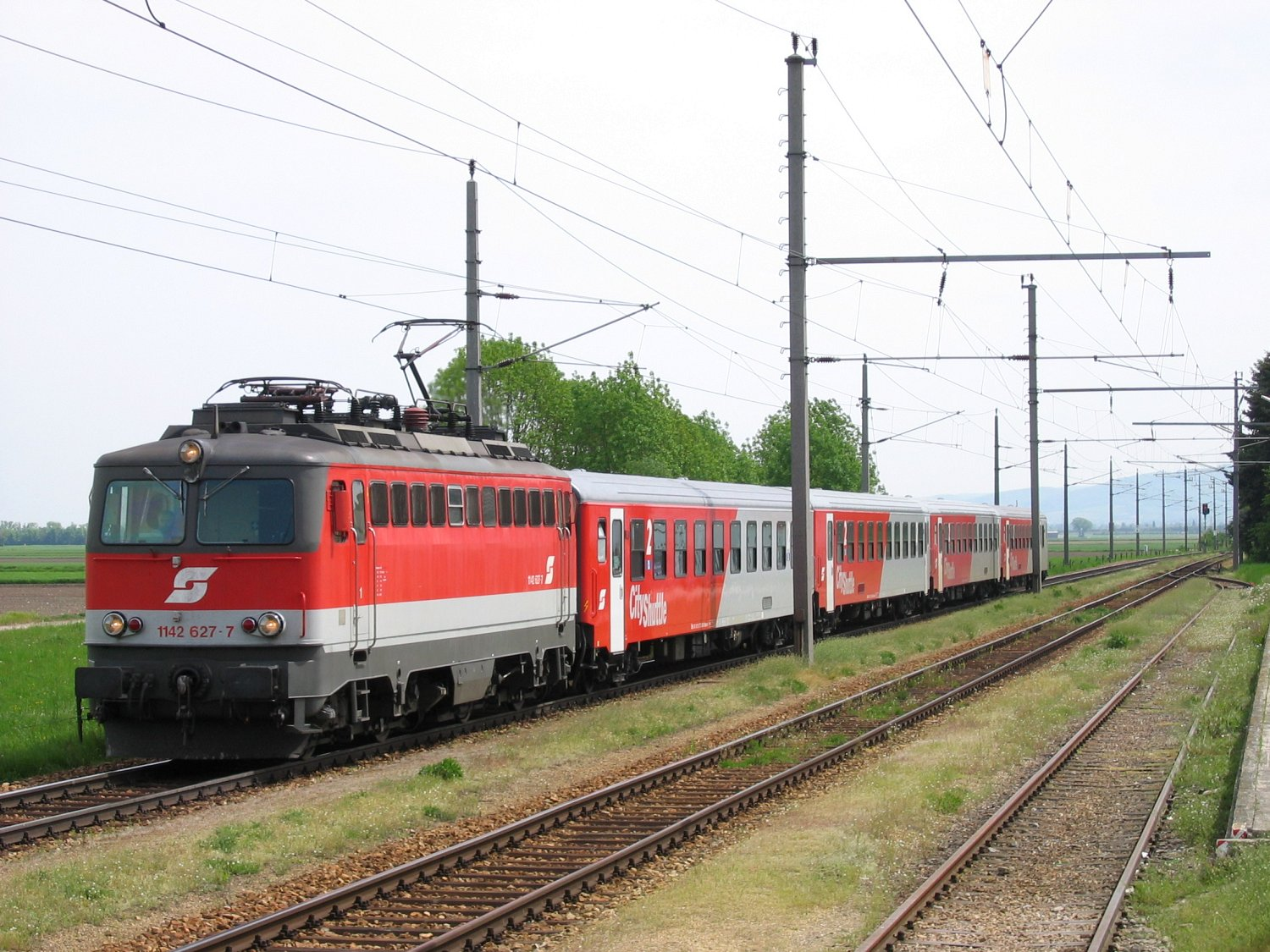
奥铁的一列区域列车

在所有线路中有大约2/3的短途客运时刻表是进行统一协调的，列车在快速交通中的运行周期并不十分准确，而只有一小部分线路是固定的。所有列车均以二等车厢为主。
奥地利联邦铁路在短途或区域客运中共提供5种列车类别：
- 区域列车（Regional）：在沿线所有车站停靠且载客量较高的短途列车。
- 区域快车（RegionalExpress）：比区域列车速度更高，且不在沿线所有车站停靠的短途列车。維也納至斯洛伐克首都布拉提斯拉瓦的短途國際列車也在此分類下。[13]
- 市區鐵路（[15]）：在大型都市群中运行，且在沿线所有车站停靠的通勤列车。
- 体验列车（Erlebniszug）：在假日利用历史性的机车车辆开行的特殊列车类别。

### 奥铁邮政巴士
巴士运输由附属公司奥铁邮政巴士（Postbus）经营，在全奥地利共拥有约2100辆巴士。邮政巴士也是奥地利最大规模的巴士服务供应商。

### 航运
直至2006年3月前，奥地利联邦铁路在博登湖及沃爾夫岡湖均经营有航运公司及船队。随后，奥铁于博登湖的航运业务被出售至福拉尔贝格州的博登湖航运有限公司（Bodenseeschifffahrt GmbH & Co），以博登湖航运福拉尔贝格线（Vorarlberg Lines-Bodenseeschifffahrt）的名义继续运营。沃尔夫冈湖的船队则连同萨夫峰铁路一同移交至萨尔茨堡州的萨尔茨堡股份公司（Salzburg AG）运营。

### 餐饮服务
经过与公司维持了10年的合作伙伴关系后，奥地利联邦铁路在2011年对列车上的餐饮服务进行了重新招标。早前曾有指控，指该公司出售已过期的食品和薪酬水平较低。直到最近该公司否认了这一指控。2012年4月1日，奥地利领先的餐饮公司接管整个奥铁的餐饮服务。除了餐车和手推车服务外，该公司还将提供全新的食品供应、更低的价格和全新的制服。

### 货运
奥地利联邦铁路的货运主要由集团自有的附属公司铁路货运奥地利运营，拥有约11000名员工。其子公司铁路货运匈牙利则主要负责其在东欧的业务。

## 其它

### 车资
“简易外出票（Einfach-Raus-Ticket）”主要针对小型团体或家庭的出行。与德国铁路推行的火车卡类似，奥地利联邦铁路也为忠实乘客提供名为优势卡（Vorteilscard）的会员卡。乘客可以此赚取积分，并通过“俱乐部及奖励计划（Club & Bonus-Programm）”兑换奖励。对于26岁以下的青少年，奥铁与各联邦州合作推出了青年卡（上奥地利州称为4youCard，下奥地利州称为1424，萨尔茨堡州称为S-Pass）。而优势卡对于26岁以下的人士也给予适当的优惠。
对于在列车出发前6个月至3日内购买车票的乘客还设有一种名为Sparschiene的早鳥優惠票价。这类车票的优势在于铁路公司可以更好的预先规划和利用，有利于给客户提供更优惠的价格；缺点则是不可改签或退换。这类车票均在网上销售。Sparschiene要求乘车路线的长度在150公里以上，且需要搭乘至少一程的长途列车或城际巴士。

### 车内禁烟
自2007年9月1日起奥地利联邦铁路的所有列车内均禁止吸烟。在此之前，这项规定仅在短途列车中执行。根据奥铁的数据显示，超过90%的乘客在预定车票均要求非吸烟车厢，奥铁因而执行全面转换。其它铁路运营商，如格拉茨-克夫拉赫铁路在较早前便已在列车内实施全面禁烟。自2008年奥地利对烟草法进行修订后，已全面禁止在所有的公共场所吸烟，包括此前法律并未明确定义的公共及私营巴士、铁路、航空和水上交通。

### 电力供应
奥地利联邦铁路的网络采用15千伏16.7赫兹的交流电系统。它由变电站通过110千伏的牵引网供应，再通过电气化铁路自身转化为16.7赫兹的频率。在1995年10月16日以前，其额定频率为16⅔赫兹。

## 外部連結
- 官方网站